# Дети сексу не помеха
«Дети сексу не помеха» (англ. Friends with Kids) — комедийный фильм Дженнифер Уэстфелд, в главных ролях Адам Скотт и Дженнифер Уэстфелд.
Мировая премьера состоялась 9 сентября 2011 года на Кинофестивале в Торонто. В России премьера состоялась 3 мая 2012 года.

## Сюжет
Главных героев Джейсона и Джули связывают долгие дружеские отношения. По сложившемуся у них впечатлению, с появлением детей в семье исчезает романтика отношений, и в этом их вроде бы убеждают ситуации в семьях знакомых и друзей. Чтобы избежать подобных перемен, пара решается завести ребёнка — ведь по их логике, романтики отношений нет, а значит, и терять нечего, зато на свет появится любимое чадо. При этом Джейсон и Джули договариваются о том, чтобы в равной степени нести ответственность за ребёнка, но в то же время быть свободными друг от друга. Но события фильма заставляют их пересмотреть свои взгляды на отношения дружбы и любви.

## В ролях
| Актёр              | Роль            |
| ------------------ | --------------- |
| Адам Скотт         | Джейсон Фраймон |
| Дженнифер Уэстфелд | Джули Келлер    |
| Джон Хэмм          | Бен             |
| Кристен Уиг        | Мисси           |
| Майя Рудольф       | Лесли           |
| Крис О’Дауд        | Алекс           |
| Меган Фокс         | Мери Джейн      |
| Эдвард Бёрнс       | Курт            |
| Дерек Сесил        | Пит             |

## Критика
Фильм получил положительные отзывы кинокритиков. На сайте Rotten Tomatoes фильм имеет рейтинг 67 % на основе 152 рецензий со средним баллом 6.5 из 10. На сайте Metacritic фильм имеет оценку 55 из 100 на основе 36 рецензий критиков, что соответствует статусу «смешанные или средние отзывы».